# Точка доступа (фестиваль)
Ле́тний фестива́ль иску́сств «То́чка до́ступа» — международный фестиваль театра, современного искусства и паблик-арта, который ежегодно проходит в Санкт-Петербурге в конце июля — начале августа. В центре внимания фестиваля — иммерсивные и site-specific спектакли и проекты, предлагающие зрителю новый опыт восприятия и коммуникации с пространством.

## История
Первый фестиваль состоялся в 2015 году. Основатели и идеологи фестиваля — продюсер, театральный менеджер Филипп Вулах и театральный критик Андрей Пронин придумали первый в Петербурге проект, полностью посвященный спектаклям в нетеатральных пространствах. В 2017 году «Точка доступа» приобрела статус Международного фестиваля искусств — впервые в программе участвовали проекты режиссеров и художников из пяти стран. В этом же сезоне «Точка доступа» провела Международную конференцию «Революция в театральном пространстве», ставшую ежегодной дискуссионной площадкой.
Среди локации-партнеров фестиваля значимые площадки Санкт-Петербурга:
- Русский музей
- Дом композиторов
- Новая сцена Александринского театра
- Открытая киностудия «Лендок»
- Музей Анны Ахматовой в Фонтанном доме
- ДК Связи
- Аннекирхе
- Фёдоровский собор
- Финляндский вокзал
- Московский парк Победы
- Апраксин двор
- Сад Лесотехнической академии

## Хроника фестиваля

### Фестиваль «Точка доступа. Театр в городе» (2015)

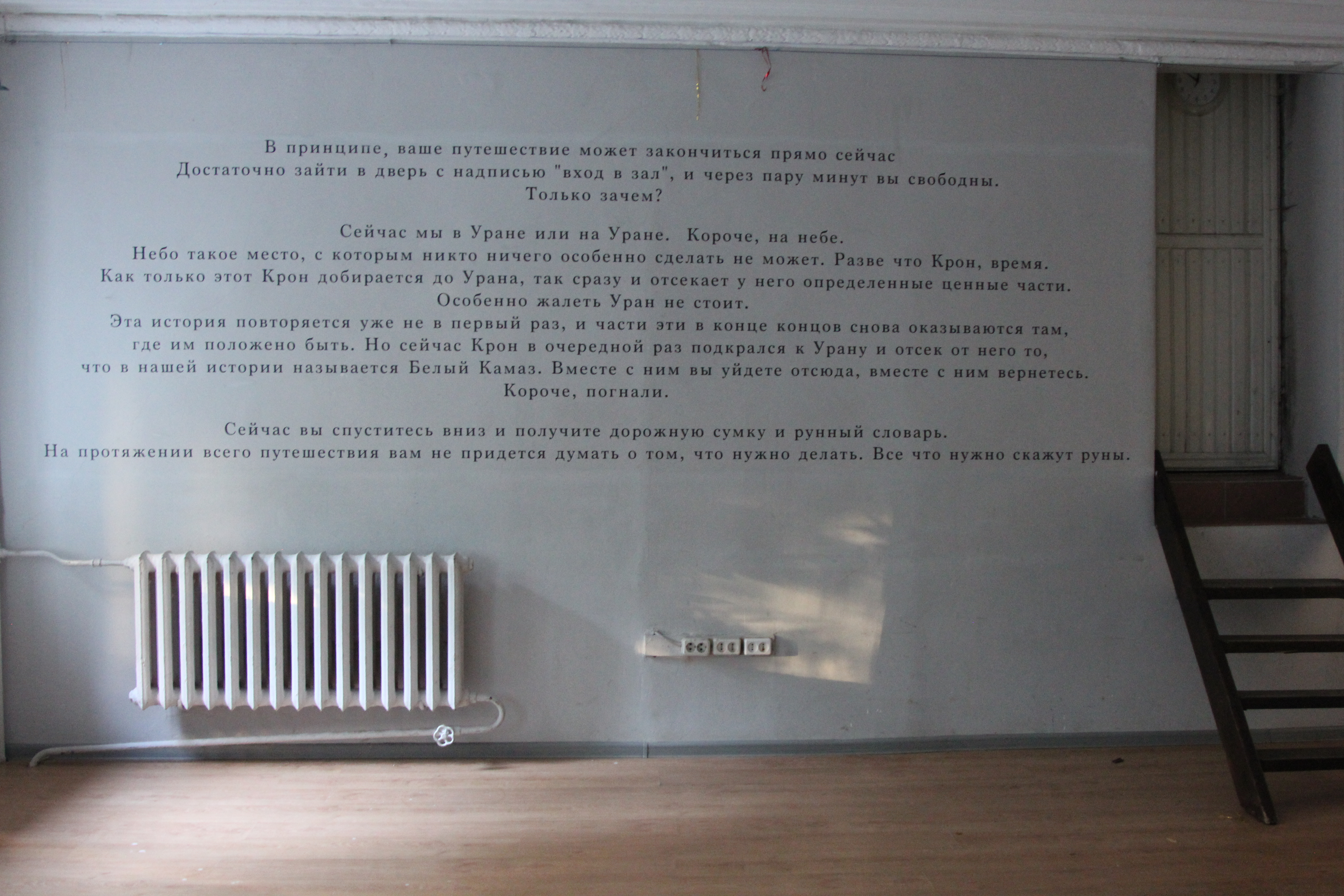
Спектакль фестиваля «В сторону белого КАМАЗа» в пространстве кинотеатра «Уран»

Первый фестиваль спектаклей в нетеатральных пространствах «Точка доступа» стартовал 21 августа 2015 года. Спектакли, вошедшие в программу, так или иначе были связаны с рефлексией о хаотичности, неупорядоченности жизни и представляли собственное — художественное — решение по упорядочиванию, исследованию действительности. «Точка доступа» стала первым театральным проектом Петербурга, полностью посвященного сайт-специфик и иммерсивным постановкам.
Двусоставная программа фестиваля представляла приглашенные спектакли и собственные премьеры фестиваля. Этот принцип организации афиши сохраняется и в последующих сезонах фестиваля.
Собственные премьеры фестиваля
| Спектакль                  | Творческая команда Режиссер                                           | Локация                |
| -------------------------- | --------------------------------------------------------------------- | ---------------------- |
| «В сторону белого КАМАЗа»  | Всеволод Лисовский, Александра Ловянникова, Леша Лобанов, Вера Попова | Жилой район Удельной   |
| «Кентерберийские рассказы» | Александр Артемов и Дмитрий Юшков (Театр ТРУ)                         | Гипермаркет «МАКСИДОМ» |

Приглашенные спектакли
| Спектакль           | Творческая команда Режиссер  | Локация                                       |
| ------------------- | ---------------------------- | --------------------------------------------- |
| «Мокрая свадьба»    | Русский инженерный театр АХЕ | Причал на наб. Макарова, 34                   |
| «Потеря равновесия» | Андрей Гогун                 | Музей стрит-арта на Заводе слоистых пластиков |
| «Бродский. Ретвит»  | Павел Михайлов               | Библиотека № 4 им. А. В. Молчанова            |

### Летний фестиваль искусств «Точка доступа» (2016)

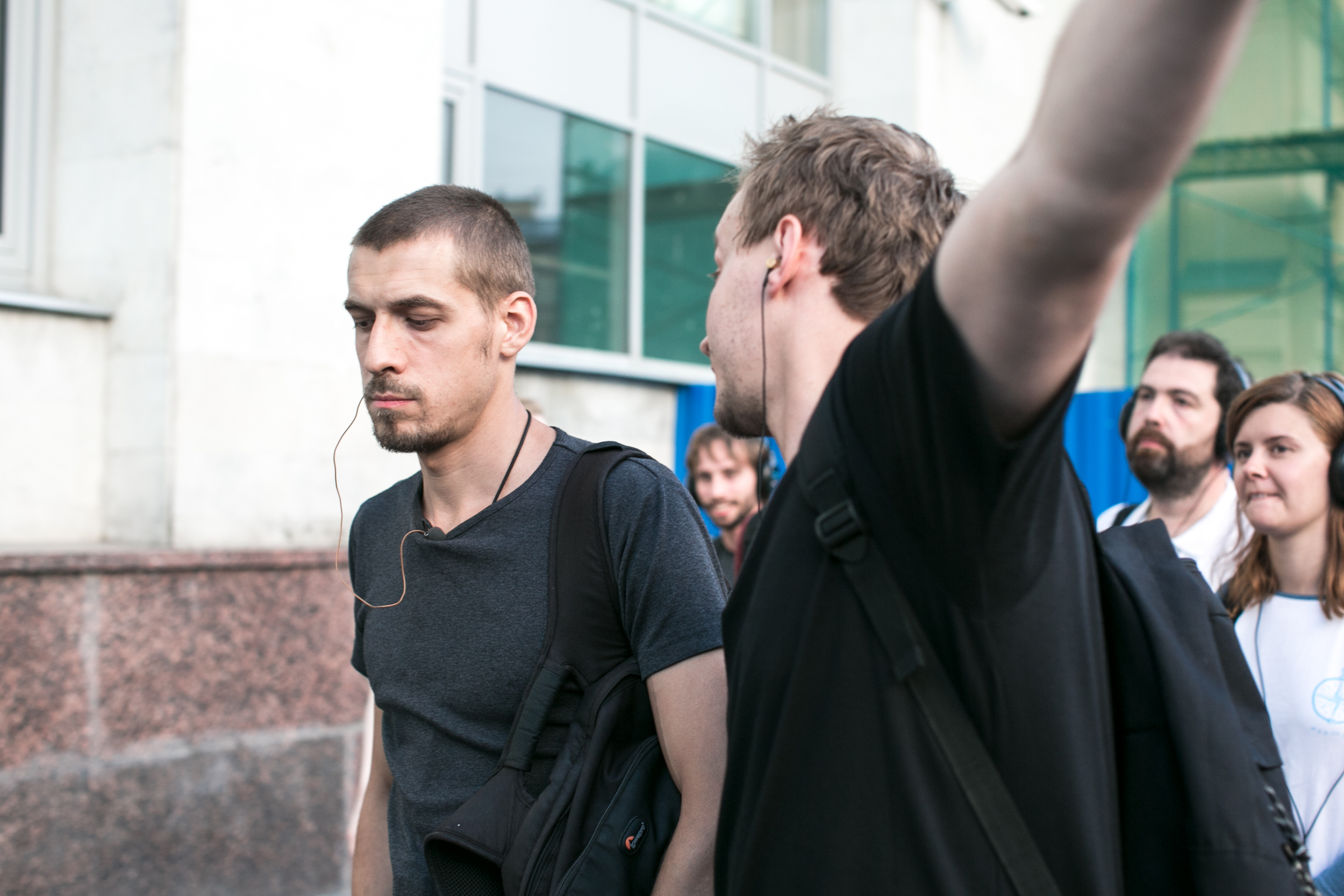
Спектакль «Разговоры беженцев» на Финляндском вокзале, Константин Учитель

Программа «Точки доступа» охватывала три направления: «Театр» (11 спектаклей в нетеатральных пространствах), «Кино» (3 сеанса под открытым небом) и «Паблик-арт» (6 инсталляций в городской среде).
В этом сезоне фестиваль представил три собственные премьеры
| Спектакль | Творческая команда Режиссер                                                                                             | Локация                        |
| --- | --- | ------------------------------ |
| «Сталкеры» — Номинант Санкт-Петербургской театральной премии для молодых «Прорыв» (номинация «Лучший художник») | Драматурги Мария Зелинская, Алексей Слюсарчук, Максим Курочкин. Актеры Борис Павлович, Александр Машанов, Женя Анисимов | Петрикирхе                     |
| «Разговоры беженцев» — Номинант премии «Золотая маска» в номинации «Эксперимент» сезона 2015/2016 — Участник III фестиваля современного искусства «Дебаркадер-2017» (Челябинск) и XII Рождественского фестиваля искусств (Новосибирск) | Константин Учитель, Владимир Кузнецов                                                                                   | Финляндский вокзал             |
| «Гамлет. Гаджет» (совместная постановка фестиваля «Точка доступа» и театра Lusores) | Александр Савчук | Салон сотовой связи «Евросеть» |

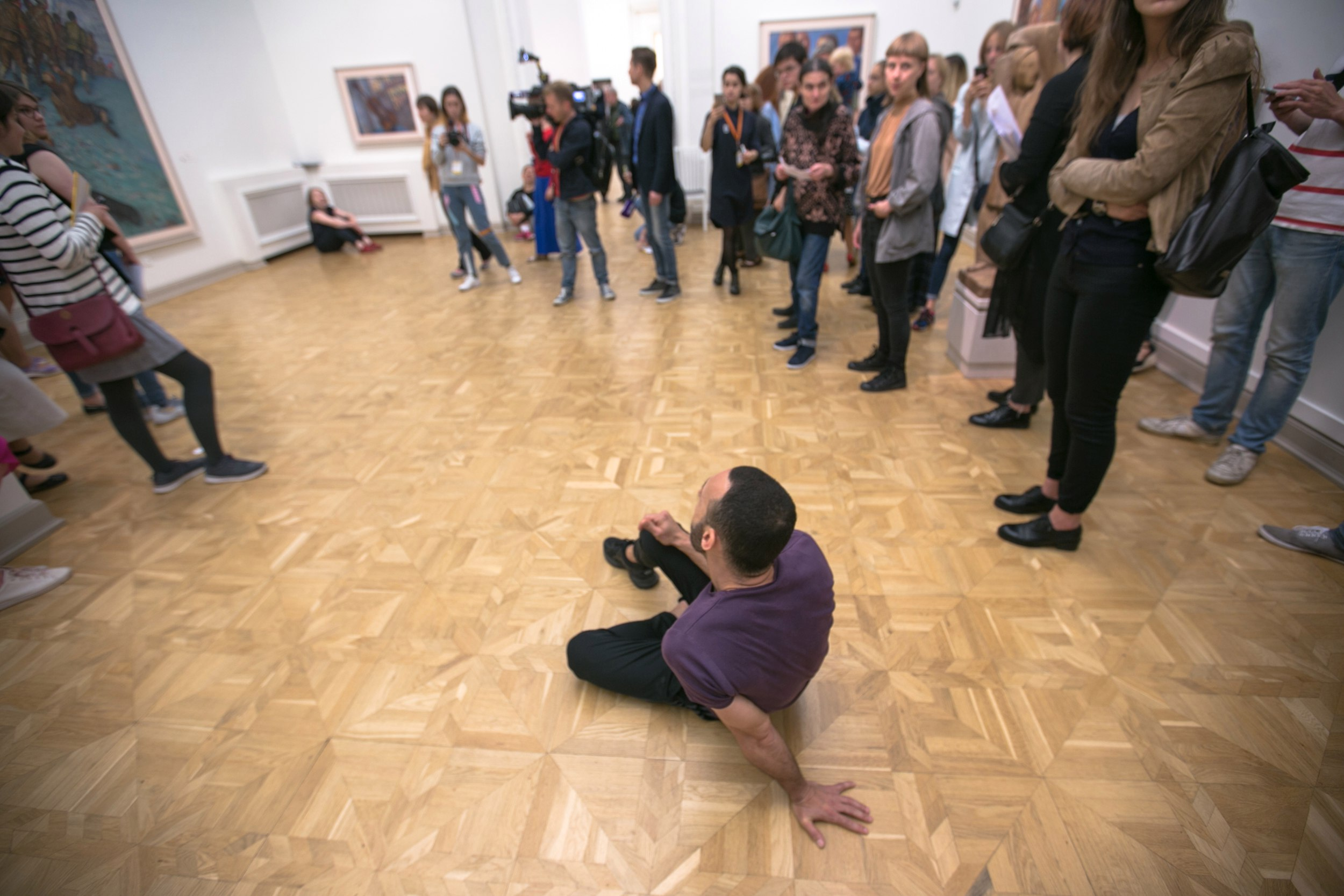
Художественная акция «Хрупкие инструменты вовлечения» в Русском музее, Александра Пиричи, 20 июля 2017 года.

В афишу приглашенных театральных проектов вошли
| Спектакль | Творческая команда Режиссер | Локация |
| --- | --- | --- |
| «НеПРИКАСАЕМЫЕ» | Михаил Патласов | Двор Феодоровского собора                                                                                    |
| Экскурсия «Четырнадцать плюс»                                                                                                | Владимир Антипов и Алексей Забегин (петербургский «Этюд-театр») | Точка старта — метро Автово, окраины юго-запада Петербурга                                                   |
| «Другой город» (совместная постановка фестиваля «Точка доступа» и pop-up театра)                                             | Семен Александровский | Точка старта — пересечение улицы Белинского и наб.реки Фонтанки, набережная реки Фонтанки.                   |
| «Путями Каина. Трагедия материальной культуры»                                                                               | Максим Диденко, Полина Митряшина, Иван Кушнир | Причал напротив Свердловской наб., 64                                                                        |
| «Маршрут старухи» (совместная постановка фестиваля «Точка доступа» и музыкального агентства «Интерпроект — Санкт-Петербург») | Константин Учитель | Точка старта — Учебный театр РГИСИ. Три направления — Петрикирхе, «Пассаж», Музей Ахматовой в Фонтанном доме |
| Zемля One | Ксюша Богатская, Саша Бурякова, Геля Корнеева, Саша Луговенко, Гриша Музуров, Римма Смирина, Саша Старкова, Настя Яковлева, Полина Янина, Наташа Боренко, Маша Колосова, Ада Мухина | Центральный музей связи им. А. С. Попова                                                                     |

### Третий международный Летний фестиваль искусств «Точка доступа» (2017)
Афиша первой международной «Точки доступа» делилась на три части. Программа первой — «Чувство возможности» — была посвящена 100-летию русских революций. Куратор программы — немецкий театральный критик и куратор Флориант Мальцахер объединил проекты художников и режиссеров, так или иначе рефлексирующих опыт исторического переворота. Собственные премьеры «Точки доступа» сформировали отдельную программу «Утопия», курировал проекты программный директор фестиваля, театральный критик Андрей Пронин. Третий раздел «Точки доступа-2017» составили гастрольные спектакли и проекты из России, Финляндии и Германии.
Программа «Чувство возможности»
| Спектакль                                                | Творческая команда Режиссер  | Локация                                                        |
| -------------------------------------------------------- | ---------------------------- | -------------------------------------------------------------- |
| Художественная акция «Хрупкие инструменты вовлечения»    | Александра Пиричи            | Государственный Русский музей                                  |
| Променад-аудиоперформанс «Красный шум»                   | Арт-группа «Вокруг да Около» | Точка старта — Парк им. 9 января, жилой район Нарвской заставы |
| Медиапреформанс «RE-FE-RE: REволюция. FEминная REдакция» | Томас Мюрмель                | ДК Связи                                                       |
| «Мавзолей-буфф: возвращение в Леннонград»                | Andcompany&Co                | ДК Связи                                                       |
| «Афган-Кузьминки»                                        | Павел Арсеньев, Кети Чухров  | Апраксин двор                                                  |
| «Как завоевывать друзей и оказывать влияние на людей»    | Борис Никитин                | Новая сцена Александринского театра                            |
| «Квартира, 44»                                           | Ольга Житлина                | Музей Анны Ахматовой в Фонтанном доме                          |

Программа «Утопия»
| Спектакль | Творческая команда Режиссер | Локация                              |
| --- | --------------------------- | ------------------------------------ |
| «Злачные пажити» — Участник внеконкурсной программы спектаклей «Маска Плюс» в рамках «Золотой Маски» | Юлия Ауг                    | Открытая киностудия «Лендок»         |
| «Столкновение с бабочкой» — Номинант Санкт-Петербургской театральной премии для молодых «Прорыв» (номинация «Лучший режиссер») — Отмечен экспертами Национальной театральной премии «Золотая маска» в числе самых заметных спектаклей сезона 2016/2017 | Сергей Чехов                | Санкт-Петербургский Дом композиторов |
| Семейный спектакль-квест «Бабушкины очки» | Радион Букаев               | Московский парк Победы               |

Гастрольная программа
| Спектакль                           | Творческая команда Режиссер                         | Локация                                                |
| ----------------------------------- | --------------------------------------------------- | ------------------------------------------------------ |
| «В гостях. Европа»                  | Rimini Protokoll                                    | Спектакль в жилых квартирах петербуржцев               |
| Уличный экстремальный квест «Охота» | Арт-группа Toisissa tiloissa (Хельсинки, Финляндия) | Новая сцена Александринского театра / район Малой Охты |
| Спектакль «Дознание»                | Хабаровский театр юного зрителя                     | Порт «Севкабель»                                       |

Еще одним новым проектом «Точки доступа» стала трехдневная конференция «Революция в театральном пространстве». Театроведы, кураторы, режиссеры и филологи рассуждали, и вполне конфликтно, о природе пространства современного спектакля, о том, что такое вообще современный театр, а не только о местах его «проживания».

### Четвёртый международный Летний фестиваль искусств «Точка доступа» (2018)
Единственный на тот момент в России фестиваль-копродюсер, «Точка доступа» выпускает три собственных постановки — результат сотрудничества с Германией, Швейцарией и Ираном. На гастролях спектакли из Татарстана и Австралии. Кроме этого, фестиваль впервые организует лабораторию.
Собственная программа
| Спектакль                                 | Творческая команда Режиссер | Локация                                    |
| ----------------------------------------- | --------------------------- | ------------------------------------------ |
| Железную дорогу построили, и стало удобно | Рамона Шах, Андрей Слепухин | Медиацентр Государственного Русского музея |
| Марат / Сад                               | Йозуа Рёзинг                | ТЦ «Невский Центр»                         |
| Санкт-Петербург вне себя                  | Мартин Шик                  | Прогулочный корабль                        |

Гастрольная программа
| Спектакль                     | Творческая команда Режиссер | Локация              |
| ----------------------------- | --------------------------- | -------------------- |
| Трехгоршковая опера           | Bontom (Австралия)          | Hilton Hotel         |
| Время роста деревьев          | Регина Саттарова            | район метро «Парнас» |
| Музей инопланетного вторжения | «Театр взаимных действий»   | Форт Константин      |

Специальная программа
| Спектакль             | Творческая команда Режиссер                                              | Локация                                                    |
| --------------------- | ------------------------------------------------------------------------ | ---------------------------------------------------------- |
| Вишневый сад. Тишина  | Андрей Сидельников                                                       | Театр на Литейном / Музей Анны Ахматовой в Фонтанном дворе |
| Безликие              | Мия Занетти, Мигель                                                      | площадка проекта в Мошковом переулке                       |
| Questioning / Кто ты? | Pop-up театр совместно с Magic Garden (Швейцария) и площадкой «Скороход» | Площадка «Скороход»                                        |

### Пятый международный Летний фестиваль искусств «Точка доступа» (2019)
Фестиваль выделяет два полюса в программе: курируемые проекты собраны в Основную программу, а Свободная программа формируется как «фриндж» и включает почти три десятка спектаклей, перформансов и инсталляций. Масштабная Образовательная программа теперь состоит не только из публичных лекций — организован цикл закрытых практических групповых занятий с ведущими театральными педагогами из Италии, Дании, США. Результатом этих занятий становится показ эскизов участников.
Основная программа
| Спектакль                   | Творческая команда Режиссер | Локация                             |
| --------------------------- | --------------------------- | ----------------------------------- |
| Город теней                 | Антон Адасинский            | локации в городе                    |
| Jukebox 'Петербург'         | Энциклопедия слова          | Политехнический институт            |
| Пожалуйста, дальше (Гамлет) | Ян Дейвендак                | Новая сцена Александринского театра |
| Прощай! / Fare Thee Well!   | Дрис Верхувен               | Ладожский вокзал                    |

Основная программа
| Спектакль                              | Творческая команда Режиссер                                             |
| -------------------------------------- | ----------------------------------------------------------------------- |
| Суламифь                               | Максим Фомин                                                            |
| День закрытых дверей                   | Проект «Квартира»                                                       |
| Интимное                               | Постреализм / Богемный Движ                                             |
| ЧАСТИ Психоз 4.48                      | Елена Холодова                                                          |
| Как быть добр_ой когда все так дорого? | Соня Дымшиц                                                             |
| Проект КИРПИЧ                          | Перфобуфет, Артём Томилов                                               |
| Poe. Tri. Роман Осьминкин              | Театр. На вынос, Максим Карнаухов                                       |
| За чертой                              | Театр-студия «На Гороховой»                                             |
| Лучше, чем Dior                        | Maailmanloppu (Александра Абакшина и Алина Шклярская)                   |
| Фазы быстрого сна                      | Дмитрий Шубин, Екатерина Лопатина                                       |
| Urban Mirror                           | Екатерина Малахова                                                      |
| [Там был мой Дом]                      | Пётр Чижов, [Место: Смоленск]                                           |
| Все триггеры только о любви            | Перфобуфет, Элина Куликова                                              |
| КОВШ                                   | Степан Пектеев                                                          |
| Слепота                                | Илья Мощицкий                                                           |
| Рукотворный поток                      | Елизавета Некрасова                                                     |
| CALL TУ GODOT                          | Перфобуфет, Артём Томилов                                               |
| Как мы нах****лись с Серёжей           | Chill_ka, Сергей Паньков                                                |
| [увидеть неаполь]                      | Степан Пектеев                                                          |
| ПЕРФОМСК \| Летний vibe                | Перфобуфет, Артём Томилов, Роман Хузин, Павел Дорохов, Кристина Комкина |
| Я шагаю по Москве                      | Невидимый театр, Семён Серзин                                           |
| Вечер одноактных спектаклей            | Ксения Михеева                                                          |
| Коллеги                                | Коля Русский                                                            |
| Живые течения                          | Ева Валиева                                                             |
| Агрегация                              | Юрий Сорокин                                                            |
| СОНМ                                   | Семен Ступин, Василий Буткевич                                          |
| С камнем правильной формы              | Перфобуфет, Артём Томилов                                               |
| Последний масон                        | Данил Вачегин                                                           |
| ЛАВ — летучие ароматические вещества   | Элина Куликова                                                          |

## Отзывы
- «Фестиваль „Точка доступа“ претендует стать одним из самых ярких театральных событий петербургского лета. … Дело не только в интересной программе, но в самом формате нового фестиваля — site specific означает использование в театральных целях совершенно нетеатральных пространств. „Точкой доступа“ оказываются то катакомбы лютеранской кирхи, то двор православного собора, то зал ожидания вокзала. Это позволяет превратить в театральную декорацию реальное пространство» — Алёна Карась, Российская Газета, 21.08.2016[11]
- «Театроведам уже привычно констатировать, что театр как синтетическое искусство вбирает в себя элементы живописи, танца, архитектуры, перформанса, даже социологических исследований. Но „Точка доступа“, ставшая официально „фестивалем искусств“, показывает еще и другой потенциал междисциплинарности: театр может служить площадкой для высказывания, эксперимента, представления смежных искусств и направлений» — Елена Гордиенко, Экран и Сцена, 12.07.2017[12]
- «В городе, где за каждой вывеской и в каждом дворе-колодце прячется свой сюжет, идея проводить театральный фестиваль вне театра оказалась счастливой. Использовать Петербург как одну большую сцену значит использовать город прямо по назначению. Карта спектаклей, собранных ставшей в этом году международной „Точкой доступа“, сдвинула зрителя с привычных осей координат: вместо театрального зала публике предлагалось обнаружить театр то за стенами старинного особняка на Большой Морской, то на пролетарской Нарвской заставе, то в пустынном парке Победы, а то и вовсе где-то на Охте. Вслед за сменой оптики менялось отношение не только к театру, окончательно освобожденному от власти формата, но и к ландшафту: site-specific развлекает в той же степени, что и развивает, он дает ленивым и нелюбопытным волшебные очки, позволяющие увидеть в окружающем нас — реальность» — Кристина Матвиенко, Colta, 25.08.2017[13]
- "Несмотря на различия показанных спектаклей, присутствие в программе семейного квеста и двух номинантов на премию «Золотая маска», основную идею фестиваля можно сформулировать довольно просто: «Революция в российском театре и, главное, в сознании зрителей уже произошла» — Ника Пархомовская, Ведомости, 01.08.2017[14]